# Higashinari
Higashinari (東成区, Higashinari-ku) és un dels 24 districtes urbans de la ciutat d'Osaka, capital de la prefectura homònima, a la regió de Kansai, Japó. Higashinari és un districte residencial de la perifèria.

## Geografia
El districte de Higashinari es troba localitzat a la zona oriental de la ciutat d'Osaka, al centre de la prefectura homònima. Els limits del districte són amb la ciutat de Higashiōsaka a l'est i els districtes de Jōtō al nord, Chūō i Tennōji a l'oest i Ikuno al sud.

### Barris
Els barris del districte són els següents:
- Ōimazato (大今里)
- Ōimazato-Nishi (大今里西)
- Ōimazato-Minami (大今里南)
- Kamiji (神路)
- Tamatsu (玉津)
- Nakamichi (中道)
- Nakamoto (中本)
- Higashi-Imazato (東今里)
- Higashi-Obase (東小橋)
- Higashi-Nakamoto (東中本)
- Fukae-Minami (深江南)
- Fukae-Kita (深江北)

## Història
L'1 d'abril de 1925, l'àrea on actualment es troba el districte va ser absorbida pel municipi d'Osaka dins de la segona expansió de la ciutat, creant-se automàticament el districte de Higashinari, amb límits diferents a l'actual. L'1 d'octubre de 1932, s'escindeix l'actual districte d'Asahi. Una dècada més tard, l'1 d'abril de 1943 s'escindeixen els actuals districtes de Jōtō i Ikuno. El 1925, Higashinari era un districte de grans proporcions que cobria la gran majoria de la zona nord-est d'Osaka. Per a l'any 1943, en canvi, s'havia convertit en un dels districtes més xicotets d'Osaka, només superat per Naniwa, a causa de les escissions que havia patit. Tot i això, la seua densitat poblacional és la quarta més gran d'Osaka, només superada per Jōtō, Nishi i Abeno.

## Transport

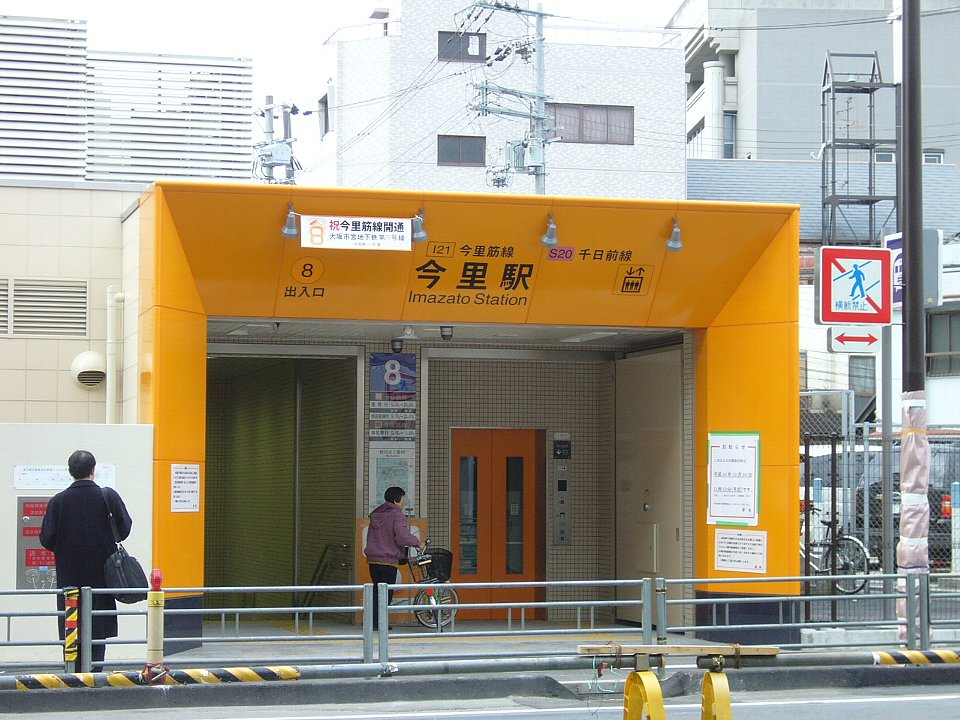
Estació d'Imazato

### Ferrocarril
- Metro d'Osaka
  - Midoribashi - Fukaebashi - Imazato - Shin-Fukae

### Carretera
- Autopista Hanshin
- Nacional 308 - Nacional 479
- Carreteres prefecturals